# Rodney Smith (zapaśnik)
Rodney Stacey Smith (ur. 13 kwietnia 1966 w Waszyngtonie) – zapaśnik amerykański w stylu klasycznym. 

## Kariera sportowa
Dwukrotny olimpijczyk. Brązowy medalista z Barcelony 1992, dziewiąte miejsce w Atlancie 1996 w wadze do 68 kg. Trzecie miejsce w Pucharze Świata w 1992; drugie w Mistrzostwach Panamerykańskich z 1984 i 1994. Srebro na igrzyskach wojskowych w 1995 roku.